# Galizische Nobelgarde
Galizische Nobelgarde (auch Galizische Adelige Leibgarde) war eine nach dem Vorbild der königlich ungarischen Nobelgarde gebildete von 1782 bis 1816 bestehende Gardeformation zuletzt des Kaisers von Österreich. Sie wurde aus Adeligen aus Galizien gebildet.

## Geschichte
Im Jahre 1772 fiel bei der ersten Teilung Polens Galizien an die Habsburgermonarchie. Dieses Gebiet wurde mit den zuvor besetzten Nowy Targ, Czorsztyn und Nowy Sącz zum Kronland „Königreich Galizien und Lodomerien“ zusammengefasst. Mit Diplom Kaiser Josephs II. vom 16. November 1782 wurde formal ein der königlich ungarischen Nobelgarde entsprechendes galizisches Pendant mit 40 Gardisten geschaffen, das de facto aber schon seit 1. Jänner 1782 bestand. Die Galizische Adelige Leibgarde war im Kaiserspital am Rennweg untergebracht und diente wie das ungarische Vorbild der politischen Einbindung des galizischen Adels, als eine Art Ritterakademie für junge galizische Adelige. Im Dezember 1790 wurde sie aufgelöst, ein Teil wurde als galizische Abteilung in die Arcièren-Leibgarde integriert. Die definitive Auflösung erfolgte 1816.